# Diplachne
Diplachne és un gènere de plantes de la subfamília de les cloridòidies, família de les poàcies, ordre de les poals, subclasse de les commelínides, classe de les liliòpsides, divisió dels magnoliofitins.

## Taxonomia
- Diplachne acuminata Nash
- Diplachne dubia (Humb., Bonpl. et Kunth) Nees
- Diplachne halei Nash
- Diplachne maritima E. P. Bicknell
- Diplachne petelotii A. Camus
- Diplachne tracyii Vasey
- Diplachne viscida Scribn